# Larnax (växter)
Larnax är ett släkte av potatisväxter. Larnax ingår i familjen potatisväxter.

## Dottertaxa tillLarnax, i alfabetisk ordning[1]
- Larnax abra-patriciae
- Larnax altomayoensis
- Larnax andersonii
- Larnax bongaraensis
- Larnax chotanae
- Larnax darcyana
- Larnax dilloniana
- Larnax glabra
- Larnax grandiflora
- Larnax harlingiana
- Larnax hawkesii
- Larnax kann-rasmussenii
- Larnax longipedunculata
- Larnax lutea
- Larnax macrocalyx
- Larnax maculatifolia
- Larnax nieva
- Larnax parviflora
- Larnax pedrazae
- Larnax peruviana
- Larnax pilosa
- Larnax pomacochaensis
- Larnax psilophyta
- Larnax purpurea
- Larnax sachapapa
- Larnax sagasteguii
- Larnax sawyeriana
- Larnax schjellerupii
- Larnax steyermarkii
- Larnax suffruticosa
- Larnax sylvarum
- Larnax vasquezii